# Багрило
 Тази статия е за химичните вещества.  За продуктите за боядисване вижте Боя.  
Багрилата са оцветяващи вещества, които имат афинитет към субстрата, към който се прилагат. Багрилата обикновено се нанасят във воден разтвор, и може да изискват фиксиращо средство за подобряване на устойчивостта на багрилото върху влакното. Процесът на прилагане на багрила се нарича багрене.